# Ной-Айхенберг
Ной-Айхенберг (нем. Neu-Eichenberg) — община в Германии, в земле Гессен. Подчиняется административному округу Кассель. Входит в состав района Верра-Майснер.  Население составляет 1815 человек (на 31 декабря 2010 года). Занимает площадь 27,53 км².